# Ebracher Hof (Mainstockheim)

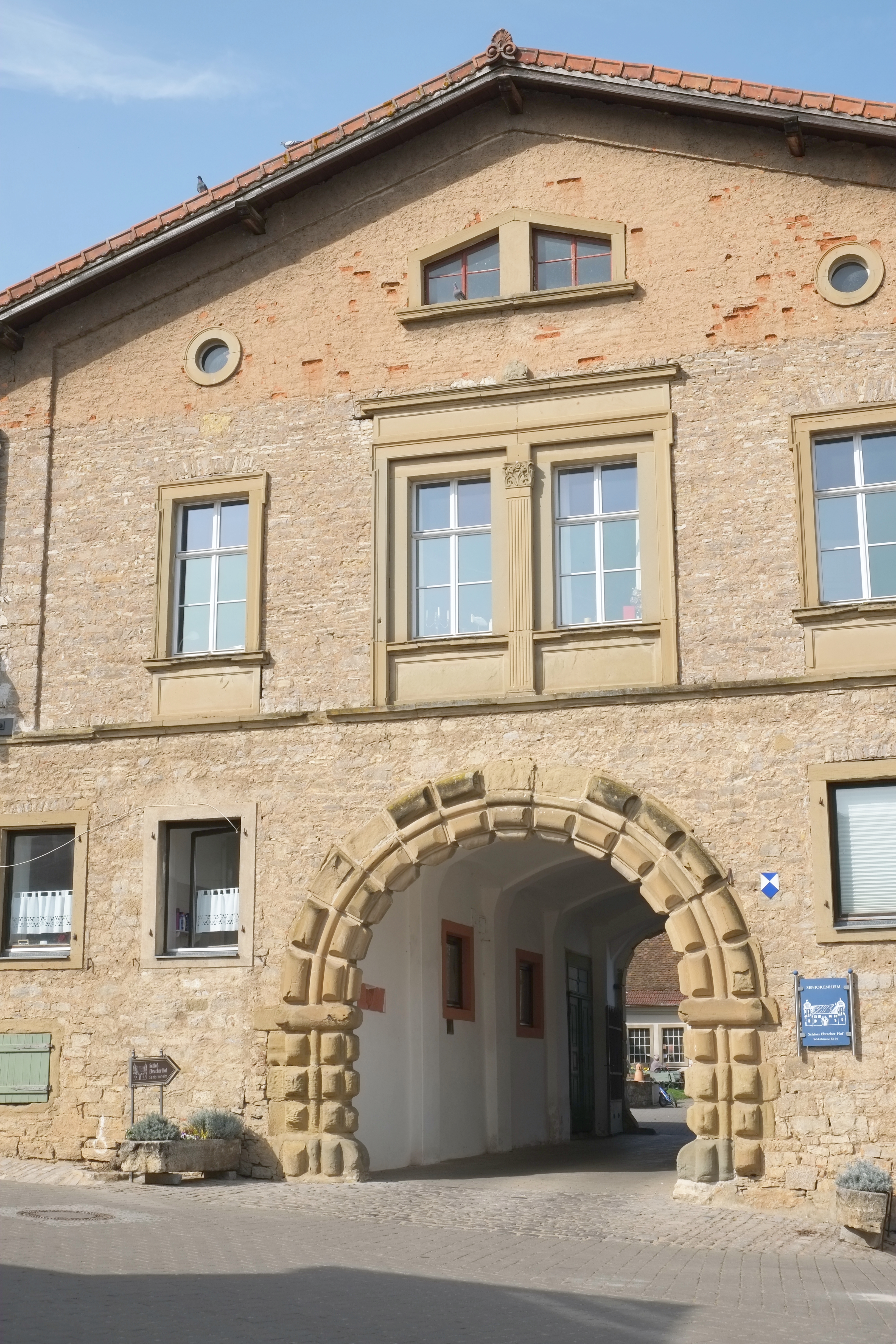
Torhaus des Ebracher Hofes in Mainstockheim

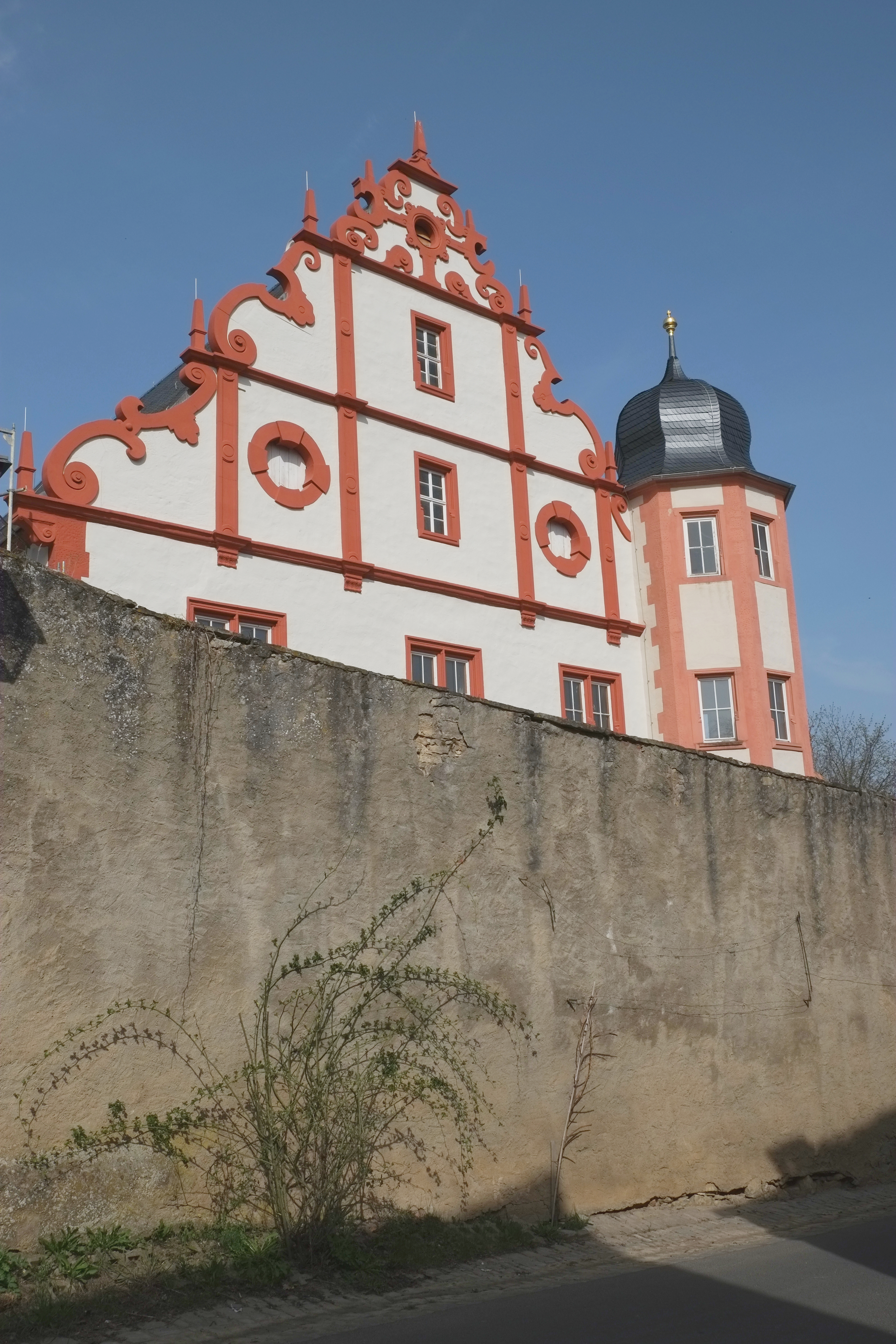
Als Schloss bezeichneter Hauptbau

Der Ebracher Hof in Mainstockheim, einer Gemeinde im unterfränkischen Landkreis Kitzingen (Bayern), wurde Anfang des 17. Jahrhunderts errichtet. Das sogenannte Schloss mit der Adresse Schloßstraße 34 ist ein geschütztes Baudenkmal.

## Geschichte
Im Jahr 1500 richtete das Kloster Ebrach ein Klosteramt in Mainstockheim ein. Der Ort wurde von der Ganerbengemeinschaft der Markgrafen von Ansbach, der Abtei Ebrach und der Herren von Fuchs als Ganerbendorf verwaltet. Die gemeinschaftliche Verwaltung dauerte, bis der Ort im Zuge der Säkularisation 1806 zu Bayern kam. Ein Jahr später ging die Hofanlage in Privathände über und wechselte in der Folgezeit mehrfach die Besitzer.
Der Ebracher Abt Johannes V. Dressel ließ den Amtshof 1618 bis 1630 errichten. Unter Abt Wilhelm Sölner von Ebrach entstand von 1727 bis 1734 eine eindrucksvolle Gartenanlage. Der Hof wird vom Bayerischen Landesamt für Denkmalpflege als Baudenkmal eingeordnet, während die untertägigen Reste von Vorgängerbauten als Bodendenkmal geführt werden.

## Beschreibung
Die rechteckige Anlage mit Ecktürmen besitzt reich gegliederte Renaissancegiebel und ein aufwendiges Portal. In der Kapelle hat sich die bemalte Stuckdekoration der Bauzeit erhalten.

## Heutige Nutzung
Im Jahr 1961 erwarb die Familie Brandner den Ebracher Hof. Nach umfangreichen Renovierungen wurde das Seniorenheim Schloss Ebracher Hof eröffnet.